# Camillo Prampolini
Camillo Prampolini (né le 27 avril 1859 à Reggio d'Émilie, mort le 30 juillet 1930 à Milan) est un homme politique italien, parmi les fondateurs du Parti socialiste italien. 